# Ministère de la Défense (Estonie)
Pour les articles homonymes, voir Ministère de la Défense.
Le ministère de la Défense est un ministère de la république d'Estonie.

## Organisation

### Ministre
Le titulaire actuel est Hanno Pevkur, ministre de la Défense dans les gouvernements Kallas II et III depuis le 18 juillet 2022.